# Coatzacoalcos

Coatzacoalcos é uma cidade do estado de Veracruz, no México. Localiza-se na foz do Rio Coatzacoalcos. Tem cerca de 435 983 habitantes (censo 2010). Foi fundada em 1881. Coatzacoalcos foi a cidade onde nasceu a atriz Salma Hayek. Grande parte da economia da cidade gira em torno do Porto de Coatzacoalcos, onde são transportados grande parte da produção de petróleo do país

## Cidades-irmãs
- Shandong, China
- Villahermosa, México
- Union Hidalgo, México
- Rizhao, China